# Wilhelm Philipp Schimper

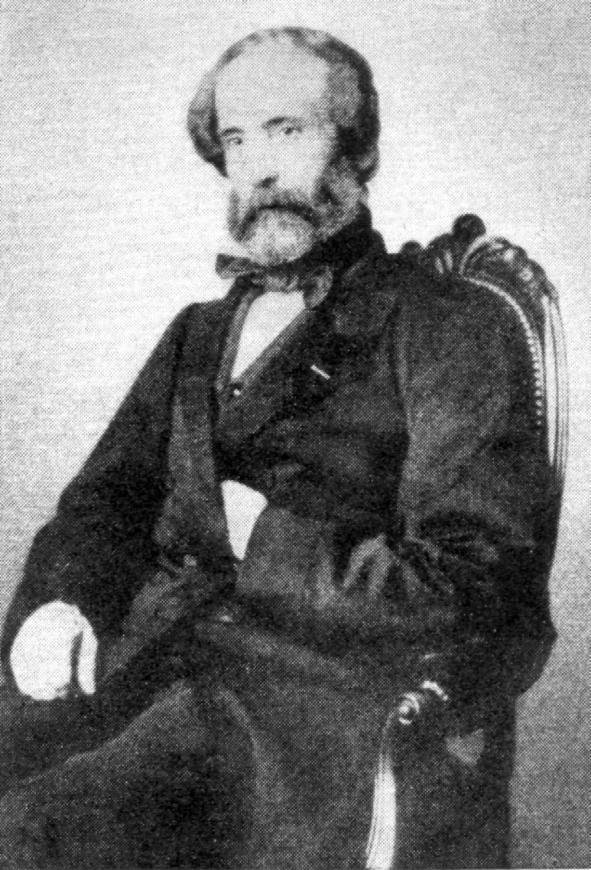
Wilhelm Philipp Schimper

Wilhelm Philipp Schimper (* 12. Januar 1808 in Dossenheim-sur-Zinsel; † 20. März 1880 in Straßburg) war ein französisch-deutscher Botaniker, Geologe und Paläobotaniker. Sein offizielles botanisches Autorenkürzel lautet „Schimp.“

## Leben und Wirken
Wilhelm Philipp Schimper war der Vetter der Brüder Karl Friedrich Schimper und Wilhelm Schimper sowie der Vater von Andreas Franz Wilhelm Schimper. Da er sich wissenschaftlich unter anderem mit Moosen beschäftigte, wird er zur Unterscheidung von seinen Namensvettern auch als „Moosschimper“ bezeichnet.
Schimper studierte zunächst von 1826 bis 1828 Philosophie, Mathematik und Philologie an der Universität Straßburg, dann dort ab 1828 Theologie. Nach kleineren naturwissenschaftlichen Reisen wurde er 1835 als Assistent am Zoologischen Museum der Stadt Straßburg angestellt, 1838 wurde er Konservator und Bibliothekar der Sammlungen, 1839 Direktor des Museums und lehrte von 1862 bis 1879 zudem als Professor für Geologie, Mineralogie und Naturgeschichte an der Universität. Wissenschaftliche Schwerpunkte seines Schaffens waren die Systematik der Moose und der pflanzlichen Fossilien.
Der Begriff Paläozän für die unterste Serie des Tertiärs (vor 65 bis 53 Millionen Jahren) wurde von Wilhelm Philipp Schimper geprägt. 

## Ehrungen
Wilhelm Philipp Schimper war Mitglied der Gesellschaft Deutscher Naturforscher und Ärzte und wurde 1862 zum Mitglied der Deutschen Akademie der Naturforscher Leopoldina gewählt. Seit 1854 war er korrespondierendes Mitglied der Académie des sciences in Paris. 1866 wurde er korrespondierendes Mitglied der Bayerischen Akademie der Wissenschaften. 1869 wurde er Ehrenmitglied des Vereins für vaterländische Naturkunde in Württemberg. 1872 wurde er zum korrespondierenden Mitglied der Göttinger Akademie der Wissenschaften gewählt.
Nach Wilhelm Philipp Schimper sind die Moosgattungen Schimperella Ther. und Schimperobryum Margad. benannt.

## Schriften

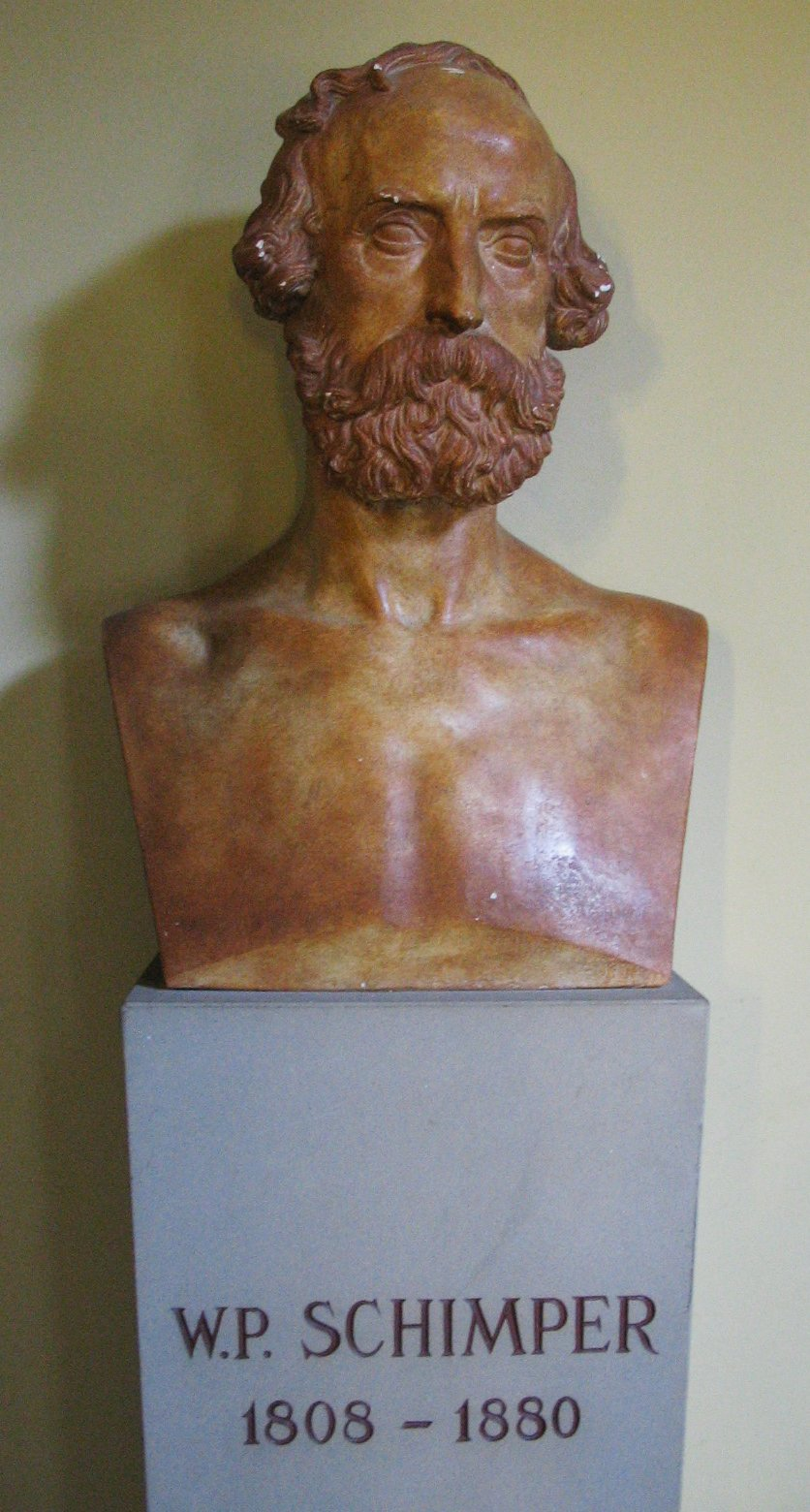
Büste im Zoologischen Museum der Stadt Straßburg

- mit Philipp Bruch und Theodor Gümbel: Bryologia europaea (Stuttgart 1836–55, 6 Bde. mit 640 Tafeln), + Supplement, Stuttgart 1864–66, mit 40 Tafeln
- - Bryologia europaea Vol. I Archive
- - Bryologia europaea Vol. II Archive
- - Bryologia europaea Vol. III
- - Bryologia europaea Vol. IV Archive
- - Bryologia europaea Vol. V Archive
- mit Antoine Mougeot: Monographie des Plantes fossiles du Gres Bigarre de la chaine des Vosges, Premiere Partie, Coniferes et Cycadeés, Planches Tab. I -XVIII,  Treuttel et Wurtz, Strasbourg et Paris 1840, S. 1–36[8] Archive
- mit Antoine Mougeot: Monographie des Plantes fossiles du Gres Bigarre de la chaine des Vosges, Deuxieme Partie, Monocotyledonées et Acotyledonées, Planches Tab. XIX - XXIX,  Treuttel et Wurtz, Strasbourg et Paris 1841, S. 37–59[9] Archive Biodiversity Library
- mit Antoine Mougeot: Monographie des Plantes fossiles du Grès Bigarré de la chaine des Vosges. Leipzig: Wilhelm Engelmann 1844, Google Books Gallica, (83 Seiten, 40 Tafeln).
- Stirpes normales bryologiae europaeae, Straßburg 1844–1854
- Recherches anatomiques et morphologiques sur les mousses, Straßburg 1849
- Icones morphologicae, Stuttgart 1860
- Mémoire pour servir à l'histoire naturelle des Sphagnum, Paris 1854 (deutsch, Stuttgart 1857)
- Palaeontologica alsatica, Straßburg 1854 f.
- Synopsis muscorum europaeorum, Stuttgart 1860, 2. Aufl. 1876
- Le terrain de transition des Vosges, Straßburg 1862, mit Köchlin
- Traité de paléontologie végétale, Paris 1869–74, 3 Bände